# Furaha Toto Safari Chimanuka
 (décembre 2024).
Furaha Toto Safari Chimanuka, née à Buholo 2, est la deuxième femme occupant la place de bourgoumestre dans la commune d'Ibanda après Hedwa Ciza, elle prône la propreté dans la commune d'Ibanda. Elle est une femme politique en République démocratique du Congo ayant postulé comme député provinciale dans la circonscription électorale de la ville de Bukavu.